# 林家琪
林家琪（1986年1月31日—）前台視新聞記者、主播。2009年參加台視百萬主播召集令獲得第一名，進入台視新聞部擔任記者一職，並於2010年7月5日起擔任《台視新聞世界報導》主播。2007年就讀政大俄文系時，曾參與過不少廣告的演出。2014年5月15日與元大金控小開馬維辰結婚，隨即留職停薪，同年12月30日向台視請辭，並於隔年2月5日產下一子。

## 廣告代言
- 今生今飾 （與陳建州共同演出）
- 統一AB優酪乳
- 肯德基
- LG蒸汽滾筒洗衣機
- Extra蜜桃薄荷口香糖
- TOYOTA20週年形象廣告
- 寶僑家品形象廣告
- 中化生醫科技-KOZI面膜
- 驅塵氏乾濕鑽石拖
- 中華航空 空中精品
- 台灣人壽
- OLAY沐浴乳 （中國）
- 雀巢金牌奶粉 （中國）